# Kagošima United FC
Kagošima United FC (japonsky 鹿児島ユナイテッドFC) je japonský fotbalový klub z města Kagošima hrající v J3 League. Klub byl založen v roce 2014. V roce 2016 se připojili do J.League, profesionální japonské fotbalové ligy. Svá domácí utkání hraje na Shiranami Stadium.